# V603T
V603T（ブイロクマルサンティー）は、東芝が製造し、ボーダフォン日本法人（現ソフトバンクモバイル）が販売していたPDC通信方式のパケット対応の携帯電話端末である。

## スペック
- サウンド：着うた対応 64和音・30KB対応
- データフォルダ：10MB(最大1,000件,S!アプリと共用)
- 受信メール保存：最大2,000件
- 送信メール保存：最大300件
- S!アプリ(Java対応アプリ)：10MB(最大416件、データフォルダと共用)

## 特徴
- 電子辞書機能
  - 電子辞書機能を利用可能（国語／英和／和英）
- 液晶画面が360°回転する一風変わったケータイ。発売から長らくケータイランキング上位をキープしていた。
  - （後に同じく東芝がau向けに供給するW56Tでもこの画面回転方式を採用した）
- テレビつき。録画も可能。